# The Princess Pat

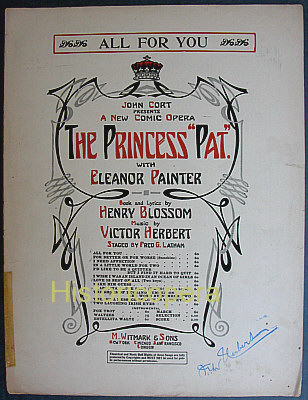
Partitura de The Princess Pat de Victor Herbert, libro y letras de Henry Blossom de 1915

The Princess Pat (En castellano: La Princesa Pat) es una opereta en tres actos con música de Victor Herbert y libro y letras de Henry Blossom. Ambientada en Long Island, Nueva York, la historia sigue a la princesa estadounidense nacida Patrice O'Connor, también conocida como "Princesa Pat", que está casada con el príncipe italiano Antonio di Montaldo, alias "Príncipe Toto". Descontenta porque su esposo la ignora, está decidida a recuperar su atención y afecto. Herbert escribió la obra como un vehículo para la soprano Eleanor Painter.
La opereta "The Princess Pat" es una comedia musical que combina elementos de romance y humor. Fue escrita por Victor Herbert, conocido por sus obras teatrales de la época, y Henry Blossom, un prolífico letrista de canciones y libretos para teatro musical. La trama gira en torno a la vida de la Princesa Patrice O'Connor y su intento de avivar la pasión en su matrimonio con el Príncipe Antonio di Montaldo.
La obra presenta situaciones cómicas y enredos amorosos típicos de las operetas de la época, donde los personajes principales se ven envueltos en malentendidos y artimañas para alcanzar sus objetivos amorosos. "The Princess Pat" se estrenó en Broadway en 1915 y recibió una recepción favorable por parte del público y la crítica, lo que contribuyó a su éxito durante su temporada teatral. A través de sus divertidos diálogos y sus encantadoras melodías, la obra proporciona una experiencia teatral alegre y entretenida para el público.

## Historial de presentaciones
Después de una prueba en Atlantic City, Nueva Jersey, en agosto de 1915, se programó que La Princesa Pat debutara en Broadway el 27 de septiembre de 1915. Sin embargo, la apertura se pospuso dos días cuando la actriz Angela Palmer (nacida Pearl Foster), quien estaba programada para interpretar el importante papel de la joven Grace Holbrook, fue asesinada por su novio el 26 de septiembre de 1915. Los productores rápidamente encontraron y ensayaron a la reemplazante para este papel, Eva Fallon.
La Princesa Pat se estrenó en Broadway el 29 de septiembre de 1915, en el Teatro James Earl Jones, y se mantuvo en cartelera durante 158 funciones; cerrando el 12 de febrero de 1916.

## Trama de la obra
La Princesa Patrice O'Connor, una irlandesa-estadounidense, está casada con el Príncipe italiano Antonio di Montaldo. El Príncipe es poco atento, ahora que la pareja se ha casado, y así que Pat finge fugarse con el envejecido Anthony Schmalz para hacerlo sentir celoso y para ayudar a su amiga Grace. Su plan funciona bien: la pasión del Príncipe se reaviva, y Grace se casa con un miembro más joven y adecuado de la familia Schmalz.
Sin embargo, las cosas se complican cuando los sentimientos de Pat por Anthony comienzan a cambiar, y ella se da cuenta de que su amor por él es genuino. Mientras tanto, la relación entre Pat y el Príncipe se fortalece, y ambos encuentran una nueva apreciación el uno por el otro. Finalmente, Pat y Anthony deciden poner fin a su farsa, pero en el proceso, descubren que el verdadero amor puede surgir de las situaciones más inesperadas.

## Libro y letra de Henry Blossom
ACTO I   -   Jardín de la casa del general Holbrook. 
- Obertura
- No. 1 - Opening Prelude
- No. 2 - Duo - Marie and Thomas
- No. 3 - Song and Dance - Grace and Ladies
- No. 4 - Song - Tony Schmalz
- No. 5 - Chorus - Arrival of "Pat"
- No. 6 - Aria - Princess "Pat" and Ensemble
- No. 7 - Duet - "Pat" and Grace
- No. 8 - Finale Act I

ACTO II   -   Salón de la casa del General Holbrook. (Tarde del mismo día.) 
- No. 9 - Entr'act
- No. 10 - Opening Prelude and Waltz
- No. 11 - Neapolitan Long Song - Prince "Toto"
- No. 12 - Song - Mr. Schmalz and Girls
- No. 13 - Flirting Song
- No. 14 - Fox Trot
- No. 15 - Love Duo
- No. 16 - Finale Act II

ACTO III   -   Sala de fumadores en el Westmorland Hunt Club. (La noche siguiente.) 
- No. 17 - Entr'act II
- No. 18 - Men's Chorus, with General and Prince
- No. 19a - Ballet - Suite
- No. 19b - Encore - Waltz
- No. 20 - Quartette - Pat, Darrow, Tony and Grace

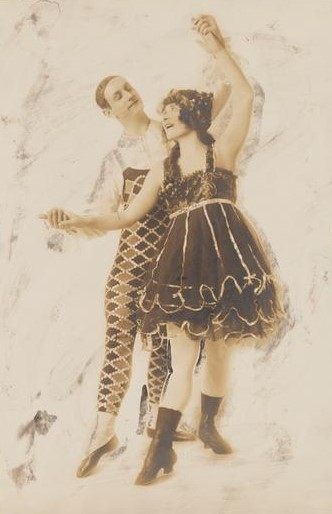
Riggs como Bertie y Witchie como Gabrielle

- No. 21 - Song - Perkins
- No. 22 - Song - Pat
- No. 23 - Finale Ultimo

## Personajes y elenco original
Música de Victor Herbert (1859 - 1924) 
- Frances Hedges – Una Brooks
- General John Holbrook – Louis Casavant
- Maude Van Cortlandt – Lilian Charles
- Si Perkins – Alexander Clark
- Jack Wickham – William Collins
- Dorothy Pryme – Lyn Donaldson
- Lee Bainbridge – Carl Drury
- Duncan Arthur – Sven Erick
- Elsie Smith – Kathleen Erroll
- Grace Holbrook – Eva Fallon
- Nat Franklin – Irving Fast
- Anne Winthrop – Clare Freeman
- Sidney Gray – Jack Hagner
- Bob Darrow – Sam B. Hardy
- Thomas – Martin Haydon
- Coralie Bliss – Doris Kenyon
- Bella Wells – Charlotte La Grande
- Prince Antonio di Montaldo – Joseph Lertora
- Reggie Calthorpe – Este Morrison
- Marie – Leonora Novasio
- Tony Schmalz, Jr. – Robert Ober
- Princess di Montaldo – Eleanor Painter
- Teddy Thorne – William Quinby
- Bertie Ashland – Ralph Riggs
- Achille Mazetti – Mario Rogati
- Al Shean – Anthony Schmalz
- Hester Lisle – Clara Taylor
- Gabrielle Fourneaux – Katherine Witchie

## Canciones de la obra
- Allies – Marie and Thomas. [4]
- Make Him Guess – Grace and Ladies. [4]
- I'd Like to Be a Quitter, But I Find It Hard to Quit – Tony Schmalz, Jr. [4]
- Love Is the Best of All – Princess de Montaldo and Ensemble. [4]
- For Better or For Worse (Sunshine) – Princess de Montaldo and Grace. [4]
- When a Girl's About to Marry – Grace, General John Holbrook and Anthony Schmalz. [4]
- Estellita – Ensemble. [4]
- Neapolitan Love Song (T'amo!) – Prince Antonio di Montaldo. [4]
- I Wish I Was an Island in an Ocean of Girls – Anthony Schmalz and Girls. [4]
- I Need Affection – Princess de Montaldo. [4]
- All for You – Princess de Montaldo and Prince Antonio di Montaldo. [4]
- In a Little World for Two – Princess de Montaldo, Bob Darrow, Grace and Tony Schmalz, Jr. [4]
- The Shoes of Husband Number One Are Worn by Number Two – Si Perkins.[4]
- Two Laughing Irish Eyes – Ensemble. [4]